# Покушај државног удара у Турској 2016.
Покушај државног удара у Турској десио се 15. и 16. јула 2016. године. Државни удар је покушао да изведе побуњени део турске војске који је био против режима турског председника Реџепа Тајипа Ердогана. У сукобима између пучиста и снага лојалних Ердогановом режиму погинуло је око 290 људи, а више од 1.400 је рањено. Ухапшено је око 6.000 људи, а смењена су 34 турска официра.

## Покушај државног удара
15. јула 2016. око 22.30 по локалном времену, војска Турске саопштила да је срушила Реџепа Тајипа Ердогана и преузела контролу над земљом. Војска је саопштила да је владавина права главни приоритет. Турска државна телевизија ТРТ је наводно прекинула емитовање. Турска војска издала је саопштење у којем је речено да је преузета власт у земљи и да поштовање закона мора остати приоритет, јавио је Ројтерс.
Око 22.40 сви летови са аеродрома Ататурк у Истанбулу отказани су након најновијих догађаја у Турској, пренео је Ројтерс цитирајући пилота на аеродрому. Око 22.45 Си-Ен-Ен Терк јавио је да је Турски председник Реџеп Тајип Ердоган безбедан. Ова ТВ станица навела је да су у главном седишту турске војске узети таоци. Око 22.55 турска државна агенција Анадолија јавила је да пучисти у генералштабу као таоца држе команданта турске војске. На снимцима из Анкаре које су пренели медији, видело се како војни хеликоптер „кобра” пуца на циљеве на земљи. Турски медији јавили су о сукобима војске и полиције на неколико места у Турској. У земљи је у овом периоду владала општа конфузија, грађани су били у страху. Око 23.30 војска је, преко државне телевизије ТРТ, објавила је да земљом управља „Мировни савет” који ће обезбедити сигурност грађана. Наводи се и да је Ердоганова власт подрила темеље демократије и секуларне државе”. Широм земље је био уведен полицијски час.
Реџеп Тајип Ердоган, који се у току пуча није налазио у престоници, огласио се преко Скајпа у разговору са једном новинарком и позвао народ да изађе на улице, пренео је Си-Ен-Ен. Рекао је да се враћа у Анкару. „Пашће пре или касније”, рекао је о војницима који су преузели власт.
Око 23.40 војска је умарширала и распоредила се на главном истанбулском тргу Таксим. Око 23.50 је одјекнула снажна експлозија у Анкари. Ен-Би-Си је јавио, позивајући се на неименованог званичника Стејт департмента, да Ердоган тражи азил у Немачкој. У 23.55 турски војници су упали у просторије турске државне телевизије ТРТ у Анкари која је прекинула емитовање програма. Бритиш ервејз и Луфтханза су одлучили те вечери за преусмеравање летова коју су кренули ка турским градовима.
У 00.30 војни хеликоптери су отворили ватру на обавештајну агенцију у Анкари. После поноћи, хиљаде људи изашло је на улице турских градова након позива Реџепа Тајипа Ердогана и локалних верских лидера, који су протесте назвали „обавезом сваког верника”. Турски медији су пренели да су дубоке поделе у турској војсци.
У 00.50 турска новинска агенција Анадолија јавила је да су у Истанбулу ухапшени пуковник и тројица војника који су учествовали у покушају војног удара. Из Истанбула и Анкаре долазе потпуно опречне информације о томе ко контролише ситуацију. Турски медији су пренели да су политичке партије, укључујући опозицију и политичке представнике Курда, подигле глас против војног удара.
Око 01.00 турски ловци Ф-16 оборили су хеликоптер у којем су се налазиле вође војног удара. Агенција Анадолија јавила је да је 17 полицајаца убијено у нападу војних хеликоптера на седиште специјалних снага.
У 01.44 медији су пренели да турска полиција хапси војнике који су учествовали у покушају војног удара. Ердоганове присталице су ушле у државну телевизију. Ердоган је најавио да ће се ускоро придружити присталицама у Истанбулу или Анкари.
Чула се експлозија у околини зграде парламента у Анкари. Изнад турске престонице су летели авиони и хеликоптери. Хаосу је додатно допринео премијер Бинали Јилдирим, који је рекао да ће „све летелице које лете изнад Анкаре бити оборене”. Си-Ен-Ен Терк је јавио да су у парламенту одјекнуле три експлозије.
Око 02.00 агенција Анадолија је пренела да се на челу побуне у Турској налази правни саветник генералштаба Мухарем Клоше. Око 02.00 Турска радио-телевизија ТРТ поново емитује програм. Водитељка која је прочитала проглас лидера војног удара тврдила је да је била присиљена да то учини. Војници који су се затекли у згради ТРТ-а били су похапшени.
Око 02.30 турски председник Реџеп Тајип Ердоган је стигао у Истанбул. У исто време групе војника су упале у редакције Си-Ен-Ен Терка и дневника Хуријет. Маса присталица је дочекала Ердогана испред истанбулског аеродрома. „Турску воде људи изабрани вољом 45 милиона људи. Ми умемо да стојимо испред тенкова”, рекао је Ердоган а пренела агенција Анадолија. „Организатори [пуча] ће платити високу цену”, додао је Ердоган, оптужујући Гулена да стоји иза побуне. Укупно седам експлозија је одјекнуло у згради парламента у Анкари. Убијене су две а рањено 15 особа.
Око 03.00 турска влада је саопштила да у потпуности контролише Анкару. Око 04.00 медији су пренели да су у току хапшења пучиста. Ердоган је најавио „чистку” у војсци. Војни авиони су били упућени да униште хеликоптере који су дејствовали у Анкари и Истанбулу. Један авион којим су управљали побуњеници је бомбардовао председничку палату у Анкари.
Турски званичници су саопштили да је најмање 60 људи погинуло током покушаја војног удара. Према подацима турске владе, ухапшене су укупно 754 особе због војног удара. Око 07.00 турски званичници су саопштили да је 29 пуковника и пет генерала смењено са својих положаја.
Око 07.30 шеф турске полиције је рекао да је у сукобима у седишту војне полиције убијено 16 побуњеника. Начелник генералштаба је спасен, након што је држан као талац.
Турска амбасада у Србији је саопштила око 07.00 да је ситуација у Турској, где је покушан државни удар, сада под контролом председника и владе.
Турски медији су у току ноћи јавили да је утврђено ко су вође војног пуча у Турској. На челу побуњеника је био бивши правни саветник Генералштаба Оружаних снага Турске, пуковник Мухарем Коше који је те ноћи моментално смењен, тврди турска новинска агенција Анадолија. Међу вођама пуча су били још један пуковник, један потпуковник и један мајор. Агенција Анадолија каже да су неки од њих већ ухапшени.

## Реакције

### Домаће реакције
- Турски министар за ЕУ Омер Челик је затражио од војника да не слушају наредбе фракције која покушава да спроведе војни удар у земљи. „Нећемо предати ову демократију до задњег даха”, поручио је Челик.[1]
- Турски премијер Бинали Јилдирим је осудио покушај државног удара који је назвао „илегалним покушајем” елемената у војсци. Он је додао да је група унутар турске војске покушала да збаци владу а снаге безбедности су позване да учине све што је неопходно. „Неки људи су илегално предузели акције унутар ланца команде”, казао је турски премијер. „Влада коју је изабрао народ остаје на власти. Ова влада ће отићи само када народ буде то рекао”, казао је Јилдирим за НТВ. Он је додао да ће платити највишу цену они који су одговорни за то.[5] У каснијем обраћању, турски премијер Јилдирим је изјавио да ће „после покушаја државног удара Турска размотрити и поново увођење смртне казне”. Јилдирим је истакао да смртна казна није дозвољена по уставу, али да је могуће извршити законске промене како би се ова казна озваничила. Он је захвалио и свим грађанима који су са заставама у рукама изашли на улице у великом броју и допринели заустављању пуча. Народ никада неће заборавити оне који су положили своје животе спречавајући војни удар, додао је Јилдирим. Истакао је и да су пучисти гори од „курдске терористичке организације”. Он је рекао да су се турски народ и полиција храбро борили и да ће сада пучисти бити изведени пред суд. „Нација никада неће заборавити ко је покушао да изврши издају”, рекао је он.[6]
- Председник Турске Реџеп Тајип Ердоган, у телевизијском обраћању после слетања на истанбулски аеродром Ататурк, рекао је да је побуну извела „мањина” у војсци и да су неки у војсци примали наређења исламског свештеника Фетулаха Гулена који је у Сједињеним Америчким Државама. „Издајници ће платити високу цену”, рекао је он. Ердоган је рекао да ће бити „искорењени” они који су пуцали из ваздуха. Турски председник је рекао да је милион људи изашло на улице на протест због покушаја државног удара. Ердоган је рекао да су пучисти отели његовог генералног секретара, као и да не зна шта је с начелником генералштаба. „Турска има демократски изабрану владу и председника. Ми смо надлежни и настављаћемо да до краја спроводимо наша овлашћења. Нећемо препустити нашу земљу нападачима. Добро ће се ово завршити”, рекао је Ердоган.[7] У свом каснијем обраћању народу, Ердоган је поновио оптужбе против имама Фетулаха Гулена за организовање пуча. Затражио је од америчких власти и његово изручење Турској.[8] Гулен, који годинама живи у самонаметнутом егзилу у САД, одбацио је оптужбе да је учествовао у припремању овог војног удара.[8]

### Међународне реакције
- Генерални секретар Уједињених нација Бан Ки Мун апеловао је на мир у Турској, саопштио је његов портпарол, наводећи да УН настоји да расветли ситуацију у тој земљи.[9]
- Амерички државни секретар Џон Кери изјавио је да се нада „миру, стабилности и јединству” у Турској где је војска саопштила да је преузела власт. Америчка амбасада у Анкари позвала је своје држављане да не излазе на улицу. Амерички председник Барак Обама је у телефонском разговору са Џоном Керијем размотрио развој догађаја у Турској. Сложили су се да све стране треба да подрже демократски изабрану владу, покажу уздржаност и избегну насиље и крвопролиће, саопштила је Бела кућа. „Стејт департмент ће наставити да се фокусира на безбедност америчких грађана у Турској”, наводи се у саопштењу. Из Пентагона је саопштено да дешавања у Турској не утичу на активности против Исламске Државе у Сирији а које се спроводе из турске ВБ Инџирик. „Ваздушне операције против ИД се настављају”, саопштено је из Пентагона.[9]
- Белгијски премијер Шарл Мишел изјавио је да белгијске власти детаљно прате шта се дешава у Турској и препоручио је својим држављанима у тој земљи да не излазе из својих кућа јер је ситуација конфузна.[9]
- Висока представница Европске уније за спољну политику Федерика Могерини рекла је да је у контакту са делегацијом ЕУ у Анкари и позвала на очување мира у Турској. Могеринијева је позвала на уздржаност и поштовање демократских институција, преноси Ројтерс.[9]
- Британски министар спољних послова Борис Џонсон рекао је да је „врло забринут” због догађаја у Турској и да британска амбасада помно прати развој ситуације.[9]
- Русија је веома забринута због ситуације у Турској, а председник Владимир Путин информисан је о дешавањима у тој земљи, рекао је портпарол руског председника Дмитриј Песков.[9]
- Портпарол немачке канцеларке Ангеле Меркел написао је на Твитеру да се демократски поредак у Турској мора поштовати и све мора бити учињено да се заштите животи.[9]
- Генерални секретар НАТО-а Јенс Столтенберг позвао је на пуно поштовање демократских институција и турског устава. „Ја сам управо разговарао са турским министром спољних послова Мевлутом Чавушоглуом”, рекао је он и додао да помно прати догађаје у Турској. Он је изразио подршку председнику Ердогану и његовој влади и позвао на уздржаност и мир.[9]

## Жртве
Турски генерал Умит Дундар изјавио је 16. јула 2016. године да је више од 190 људи погинуло у насиљу које је избило у покушају државног удара у Турској, међу којима је 41 полицајац, два војника, 47 цивила и 104 „завереника”. Турски премијер Бинали Јилдирим изјавио је да је 161 особа убијена, а више од 1.400 људи рањено у покушају војног удара.